# Oligacanthorhynchus
Oligacanthorhynchus är ett släkte av hakmaskar. Oligacanthorhynchus ingår i familjen Oligacanthorhynchidae.
Släktet Oligacanthorhynchus indelas i:
- Oligacanthorhynchus aenigma
- Oligacanthorhynchus atrata
- Oligacanthorhynchus bangalorensis
- Oligacanthorhynchus carinii
- Oligacanthorhynchus cati
- Oligacanthorhynchus circumplexus
- Oligacanthorhynchus citilli
- Oligacanthorhynchus compressus
- Oligacanthorhynchus decrescens
- Oligacanthorhynchus erinacei
- Oligacanthorhynchus gerberi
- Oligacanthorhynchus hamatus
- Oligacanthorhynchus iheringi
- Oligacanthorhynchus kamerunensis
- Oligacanthorhynchus kamtschaticus
- Oligacanthorhynchus lagenaeformis
- Oligacanthorhynchus lamasi
- Oligacanthorhynchus lerouxi
- Oligacanthorhynchus longissimus
- Oligacanthorhynchus major
- Oligacanthorhynchus manifestus
- Oligacanthorhynchus manisensis
- Oligacanthorhynchus mariemily
- Oligacanthorhynchus microcephala
- Oligacanthorhynchus minor
- Oligacanthorhynchus oligacanthus
- Oligacanthorhynchus oti
- Oligacanthorhynchus pardalis
- Oligacanthorhynchus ricinoides
- Oligacanthorhynchus shillongensis
- Oligacanthorhynchus spira
- Oligacanthorhynchus taenioides
- Oligacanthorhynchus thumbi
- Oligacanthorhynchus tortuosa
- Oligacanthorhynchus tumida